# Terborg
Terborg je majhno mesto v nizozemski provinci Gelderland, v regiji Achterhoek na vzhodu Nizozemske. Nahaja se v občini Oude IJsselstreek. Mesto leži okoli 7 km jugovzhodno od Doetinchema. Prebivalstvo šteje okoli 4600 prebivalcev.
Terborg se nahaja ob reki Stari IJssel. V središču mesteca leži grad Wisch, zgrajen v 13. stoletju (od tod tudi ime "Terborg", kar pomeni "pri gradu"). Na jugovzhodu mesta, blizu Silvolde, leži majhen naravni rezervat, imenovan Paasberg ("Velikonočna gora"). Terborg ima železniško postajo na železniški progi Arnhem - Winterswijk, vlaki pa tu pristanejo dvakrat vsako uro.
Leta 1419 je Terborg dobil mestne pravice. Zavetnik mesta je sveti Jurij. Mestni grb je še vedno sveti Jurij na konju, ki ubija zmaja.
Do leta 1813 je bil Terborg del fevda Wisch, skupaj z vasmi Silvolde in Varsseveld. Terborg je bil ločena občina do leta 1818, ko je bil združen z Varsseveldom v občino Wisch (enako starodavnemu fevdu). Leta 2005 je z občino Gendringen ustanovila občino Oude IJsselstreek.
Leta 1945 so nacisti razstrelili in uničili mestno sinagogo Chasdei Enosh. Natančna replika zgodovinske stavbe je bila odprta 7. junija 2018 v Mevo Horon Israel, ki so jo slavnostno odprli izraelski potomci nizozemskih Judov. Stara sinagoga na Silvoldeseweg je bila zgrajena leta 1901. 

## Galerija
- Glavna ulica
- Knjižnica
- Sinagoga Teborg, 1957
- Stavba nekdanje cerkve sv. Jurija
- Železniška postaja, dizajn GOLS
- Nekdanje judovsko pokopališče